# 카르멘마야 안토니

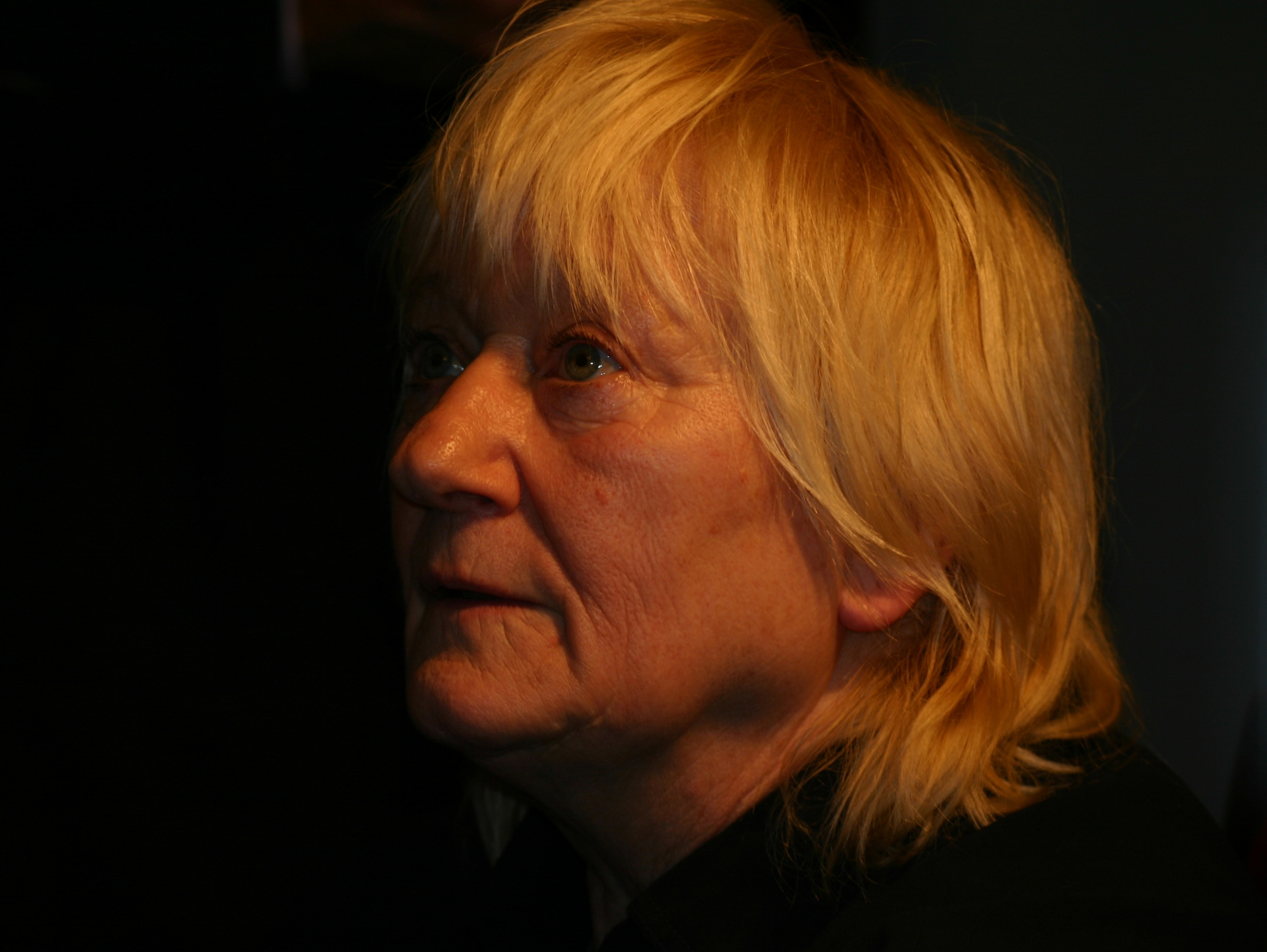

카르멘마야 안토니(독일어: Carmen-Maja Antoni, 1945년 8월 23일 ~ )는 독일의 배우이다.
베를린에서 태어났다.

## 영화
- 킹 오브 베를린 (2017년)
- 미스 식스티 (2014년)
- 하얀 리본 (2009년)
- 더 리더: 책 읽어주는 남자 (2008년) - 교도소 사서 역
- 브루노, 아니타와 소년 (2003년)
- 밤에 생긴 일 (1999년)
- 인생은 공사장 (1997년)